# Frisinnad Samverkan
Frisinnad Samverkan Framstegslista (suec Cooperació de mentalitat oberta) és un partit polític liberal conservador de les Illes Åland. El partit va estar actiu entre els anys 1971 i 1976. En les últimes eleccions, el partit va obtenir el 13,6% dels vots i 4 dels 30 escons del Parlament d'Åland. En relació amb les polítiques de gènere, les seves propostes eren properes a les del Centre Party.

## Resultats electorals

### Parlament d'Åland (Lagting)
| Any  | Vots  | %     | Escons | +/- | Govern             |
| ---- | ----- | ----- | ------ | --- | ------------------ |
| 1967 | 1,149 | 14.96 | 4 / 30 | Nou | N/D                |
| 1971 | 1,207 | 13.84 | 4 / 30 | =   | N/D                |
| 1975 | 1,027 | 10.82 | 3 / 30 | 1   | N/D                |
| 1979 | 1,295 | 13.87 | 4 / 30 | 1   | N/D                |
| 1983 | 1,727 | 16.61 | 5 / 30 | 1   | N/D                |
| 1987 | 1,839 | 17.25 | 5 / 30 | =   | Coalició           |
| 1991 | 2,130 | 19.81 | 6 / 30 | 1   | Coalició           |
| 1995 | 2,310 | 20.58 | 6 / 30 | =   | Coalició           |
| 1999 | 1,750 | 14.52 | 4 / 30 | 2   | Coalició (1999–01) |
| 1999 | 1,750 | 14.52 | 4 / 30 | 2   | Oposició (2001–03) |
| 2003 | 1,677 | 13.58 | 4 / 30 | =   | Coalició (2003–04) |
| 2003 | 1,677 | 13.58 | 4 / 30 | =   | Oposició (2004–07) |
| 2007 | 1,233 | 9.61  | 3 / 30 | 1   | Oposició           |
| 2011 | 1,810 | 13.95 | 4 / 30 | 1   | Coalició           |